# Малый попугай-ваза
Малый попугай-ваза, или чёрный попугай (лат. Coracopsis nigra), — вид птиц из семейства Psittaculidae.

## Внешний вид
Длина тела 36 см; вес 315 г. Оперение коричневато-чёрное, с серым оттенком на крыльях и хвосте.

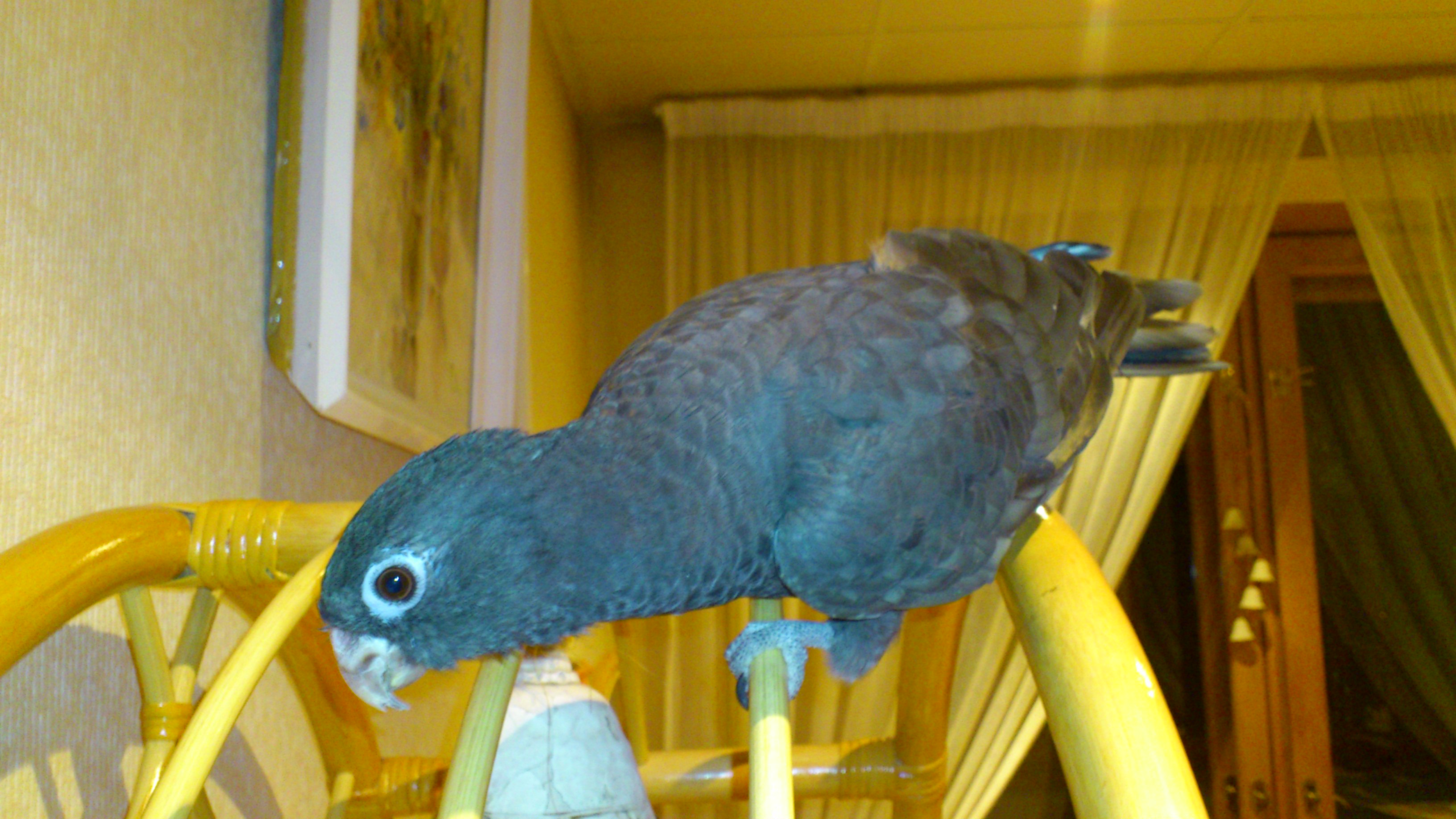
Черный Ваза в домашних условиях

## Распространение
Обитает на Мадагаскаре, Коморских и Сейшельских островах.

## Образ жизни
Населяют густые непроходимые леса и мангровые болота, до высоты 2000 м над уровнем моря. Держатся небольшими стаями. Очень осторожны; человека близко не подпускают. Питаются семенами, ягодами и плодами. Поедают в больших количествах рис, кукурузу и маниоку.

## Размножение
Брачный период приходится на сезон дождей с декабря по март или апрель. Гнездятся в дуплах старых деревьев. В кладке 2-3 яйца.

## Классификация
Вид включает в себя 3 подвида:

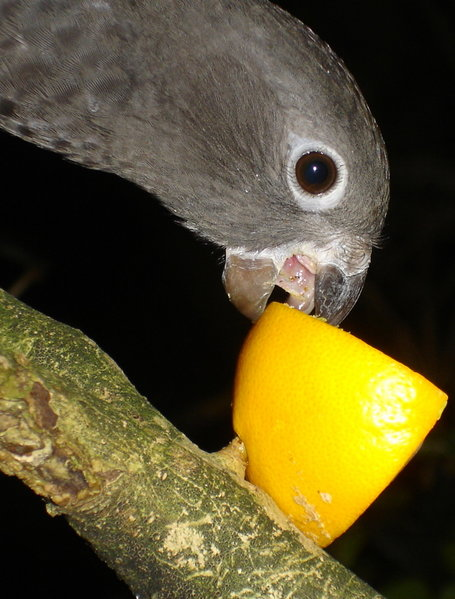

- Coracopsis nigra libs Bangs, 1927 — населяет запад и юг Мадагаскара.
- Coracopsis nigra nigra (Linnaeus, 1758) — населяет восток Мадагаскара.
- Coracopsis nigra sibilans Milne-Edwards & Oustalet, 1885 — обитает на островах Гранд-Коморе и Анжуан (Коморские Острова).

В зависимости от классификации количество подвидов может варьировать, и вид может включать до 4 подвидов, в том числе:
Coracopsis nigra barklyi, обитающий на Сейшельских островах. Часто этот подвид рассматривается как самостоятельный вид Coracopsis barklyi.